# المدير التنفيذي (فلم)
المدير التنفيذي (بالإنجليزية: The CEO)، هُو فيلم نيجيري صدر سنة 2016 وأخرجه كانلي أفولايان. الفيلم من بطولة كُل من كيمي لالا أكيندوجو وهيلدا دوكوبو وجيمي جان-لويس وأنجيليك كيدجو وWale Ojo. عُرض الفيلم خلال مهرجان تورونتو السينمائي الدولي.

## وصلات خارجية
- المدير التنفيذي على موقع IMDb (الإنجليزية)
- المدير التنفيذي على موقع قاعدة بيانات الفيلم (الإنجليزية)
- المدير التنفيذي على موقع ليتربوكسد (الإنجليزية)
- المدير التنفيذي على موقع كينوبويسك (الروسية)